# Chakkampalli, Bagepalli
Chakkampalli là một làng thuộc tehsil Bagepalli, huyện Kolar, bang Karnataka, Ấn Độ.